# Haim Frank Ilfman
Haim Frank Ilfman (* 18. März 1970 in Tel Aviv) ist ein israelischer Komponist.

## Leben
Haim Frank Ilfman erlernte als Kind Piano und Posaune. Nach seinem Schulabschluss nahm er ein Musikstudium am Jaffa Konservatorium auf, welches er aus Desinteresse nicht abschloss. Während eines Berlinaufenthalts traf er Anfang der 1980er Jahre Klaus Doldinger, welcher gerade die Musik zu Die unendliche Geschichte komponierte. Seine erste bezahlte Arbeit bei einer Fernsehproduktion fand er schließlich bei Jan Hammer, als dieser die Musik für die britische Fernsehserien Chancer komponierte.
Seit Mitte der 1990er Jahre konnte sich Ilfman selbst als Filmkomponist etablieren und war seitdem für über 40 Filmmusiken verantwortlich, unter anderem für Nemesis Game, Das etruskische Lächeln und Die Agentin. Für seine Arbeit an Big Bad Wolves wurde er 2014 sowohl mit dem Saturn Award für die Beste Filmmusik als auch mit dem Ophir Award als Bester Komponist ausgezeichnet.
Ilfman lebt in London, Los Angeles und Spanien. Er spricht fließend Englisch, Hebräisch und Deutsch.

## Filmografie (Auswahl)
- 1994: Kafe im Limon
- 1999: The Intruder – Angriff aus der Vergangenheit (The Intruder)
- 2003: Nemesis Game
- 2007: The Ferryman – Jeder muss zahlen (The Ferryman)
- 2011: Erich Mendelsohn – Visionen für die Ewigkeit (Incessant Visions)
- 2011: Söldner – Gesetzlos und gefürchtet (Mercenaries)
- 2013: Big Bad Wolves
- 2013: Cupcakes
- 2015: Wounded Land
- 2018: Das etruskische Lächeln (The Etruscan Smile)
- 2019: Die Agentin (The Operative)
- 2020: Speer Goes to Hollywood
- 2020–2022: Manayek – Die Verräter (Manayek, Fernsehserie, 20 Folgen)
- 2021: Gunpowder Milkshake
- 2021: Zwei Seelen (Fledge)
- 2024: A Mistake